# نادي كايرات
نادي كيرات هو نادي كرة قدم في كازاخستان تأسس في 1954. يلعب في دوري كازاخستان الممتاز.

## وصلات خارجية
- الموقع الرسمي